# Terra Indígena Parque do Araguaia

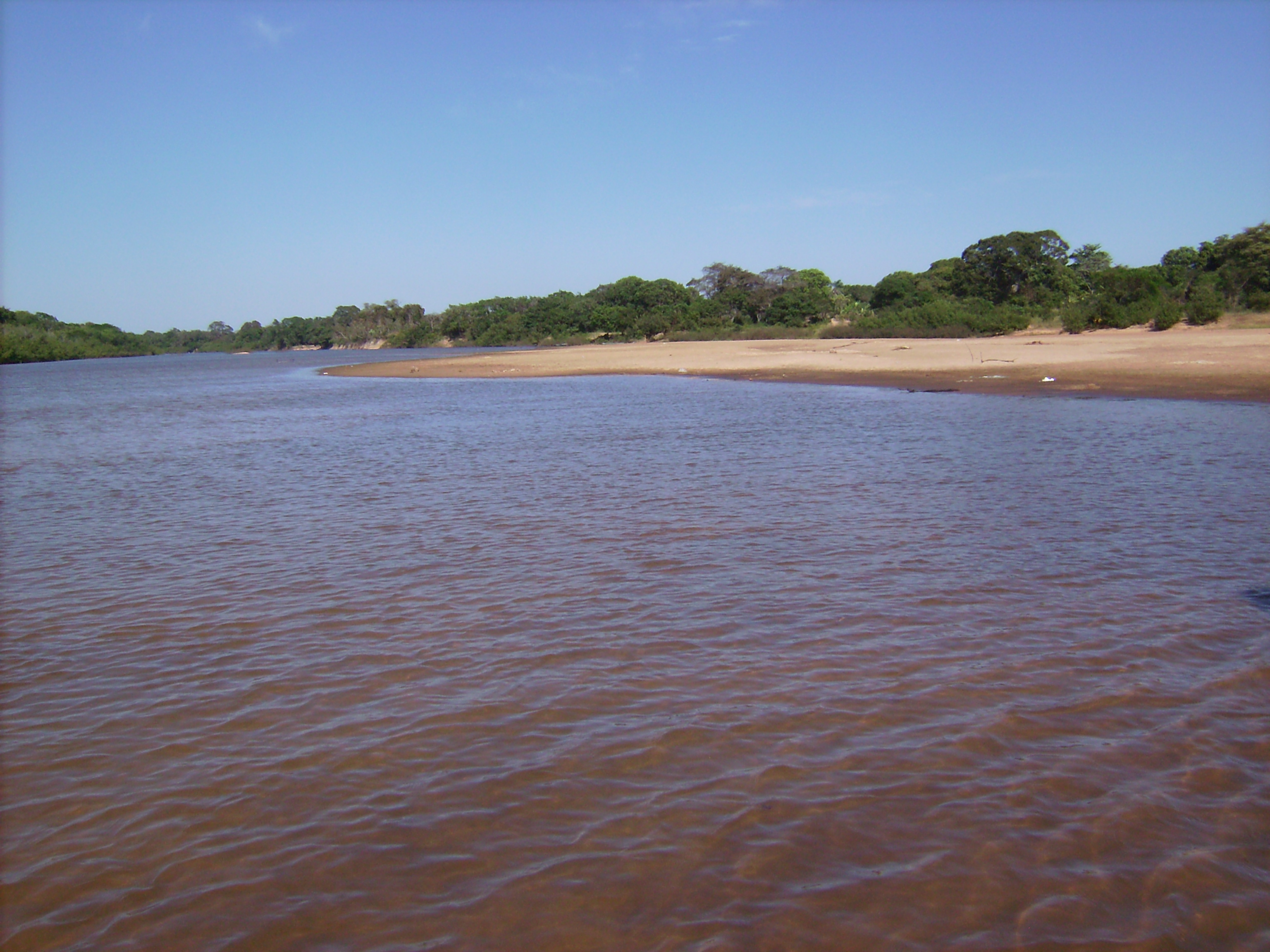
O Rio Javaés com a Terra Indígena Parque do Araguaia ao fundo.

A Terra Indígena Parque do Araguaia situa-se na Ilha do Bananal, no estado brasileiro do Tocantins, estando subdividida entre os municípios de Formoso do Araguaia, Lagoa da Confusão e Pium. Antes do dia 14 de abril de 1998, quando a Terra Indígena Parque do Araguaia foi homologada através de decreto presidencial, a área recebia o nome de Parque Indígena do Araguaia. O antigo Parque Indígena do Araguaia foi criado por meio da redução do Parque Nacional do Araguaia, que ocupava toda a área da Ilha do Bananal.
Essa redefinição da área da Ilha do Bananal, criando o Parque Indígena do Araguaia, ocorreu através da promulgação do Decreto Presidencial nº 68.873, de 05 de julho de 1971, que posteriormente foi retificado pelo Decreto Presidencial nº 71.879, de 01 de março de 1073, reduzindo a área do Parque Nacional do Araguaia para o terço norte da Ilha. Naquela época, o Parque Nacional do Araguaia ficava sob responsabilidade do IBDF (Instituto Brasileiro de Desenvolvimento Florestal).
O restante da Ilha do Bananal, seus dois terços inferiores, foi destinado ao antigo Parque Indígena do Araguaia (PIA), de acordo com o Decreto nº 69.263, de 22 de setembro de 1971, e fica, desde então, sob responsabilidade da FUNAI (Fundação Nacional do Índio).
A reserva é atravessada de leste a oeste pela rodovia federal BR-242, que neste trecho recebe o nome de Transbananal. Apesar de ser uma rodovia federal, a Transbananal é apenas uma simples estrada de terra em leito natural (sem revestimento primário ou aterro) que fica praticamente intransitável durante o período das chuvas. Recentemente, vem se discutindo a pavimentação deste trecho da BR-242, o que vem gerando uma grande polêmica na região.

## Ligações Externas
- «Página da Fundação Nacional do Índio (FUNAI)»
- Decreto Presidencial que homologou a Terra Indígena Parque do Araguaia
- Ilha do Bananal: um breve histórico